# 天主教帕紹教區
天主教帕紹教區（拉丁語：Dioecesis Passaviensis）是羅馬天主教以德國東南部巴伐利亞州帕紹為中心的一個教區，為慕尼黑-弗賴辛總教區的附屬教區。

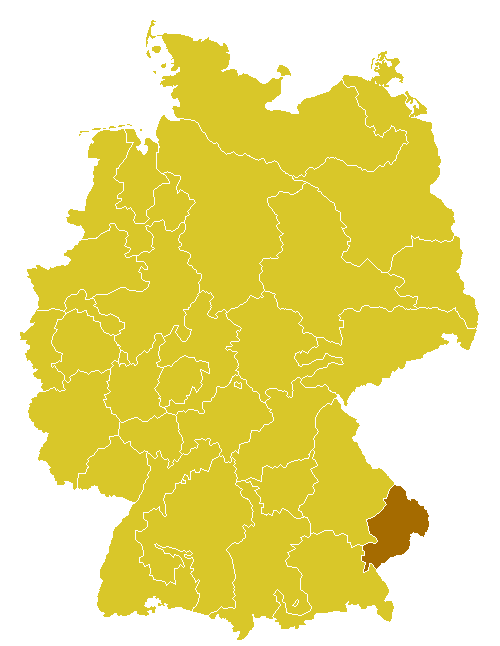
帕紹教區管轄範圍圖

2008年，有教友498,691 人，佔轄區總人口88%、569個堂區、136名司鐸、28名執事、136名修士、612名修女。現任教區主教為斯德凡·奧斯特（Stefan Oster）。
教區成立於739年，999年至1803年主教也是教區的世俗統治者。